# نمگاز
نمگاز، روستایی در دهستان مارز بخش چاه دادخدا شهرستان قلعه‌گنج در استان کرمان ایران است.

## جمعیت
بر پایه سرشماری عمومی نفوس و مسکن در سال ۱۳۹۵، جمعیت این روستا برابر با ۲۱۴ نفر (۷۷ خانوار) بوده‌است.